# Zorka Domic
Zorka Domic est une psychiatre et psychanalyste français d'origine yougoslave.

## Biographie
Zorka Domic fait ses études à la faculté de médecine de Moscou puis obtient un CES de psychiatrie en France. Elle a également un diplôme d'anthropologie de l'École des hautes études en sciences sociales.
Elle a exercé comme psychiatre au Centre Marmottan et au Centre Françoise Minkowska. Spécialiste de la toxicomanie, elle travaille actuellement au Centre Horizons - Centre de soins, d'accompagnement et de prévention en addictologie (Paris).
Elle appartient au comité éditorial de la revue de psychanalyse Chimères dans laquelle elle a publié plusieurs articles. Elle est l'auteure d'ouvrages en lien avec l'addictologie et la psychanalyse.

## Publications
- Moscou entre-temps. Psychanalyse soviétique, Paris, Syros alternatives, coll. « Regards Mosaïques », 1992
- L'État cocaïne. Science et politique, de la feuille à la poudre, Paris, PUF, coll. « Science, histoire et société », 1992
- (Chapitre d'ouvrage), avec François Dagognet, Zorka Domic, Pascal Nouvel, Philippe Pignarre et François Prévoteau du Clary, Les médecins doivent-ils prescrire des drogues ?, Paris, PUF, coll. « Forums Diderot », 2000
- « Parents et jeunes venus d'ailleurs », Chimères, 2006, n°62, p.7-26, [lire en ligne]